# محمد غصون
محمد غصون (انگلیسی: Mohammad Ghossoun؛ زادهٔ ۲۸ ژانویه ۱۹۸۹) بوکسور اهل اهل سوریه است.